# Искрица и Сияйница
„Искрица и Сияйница“ (на английски: Shimmer and Shine) е американски анимационен сериал, създаден от Фарназ Еснашари-Чармац и е продуциран от Nickelodeon Animation Studio. Премиерата на сериала е излъчена от блока на Nickelodeon – Nick Jr. на 24 август 2015 г. и продължи за четири сезона.
На 18 март 2018 г. новите епизоди са преместени в разделения канал Nick Jr.

## В България
В България сериалът започва излъчване по „Никелодеон“ на 23 ноември 2015 г.
Сериалът също е достъпен в стрийминг платформата SkyShowtime.

### Нахсинхронен дублаж
Дублажът на сериала е първоначално записан в студио „Александра Аудио“ до трети сезон, а после се премества в студио „Про Филмс“ в началото на 2019 г. от четвърти сезон, заедно с останалите сериали на „Никелодеон“.
| Роля                   | Изпълнител                                                   |
| ---------------------- | ------------------------------------------------------------ |
| Искрица и Сияйница     | Татяна Етимова                                               |
| Зак                    | Ралица Стоянова                                              |
| Шая                    | Ралица Стоянова                                              |
| Каз                    | Ралица Стоянова                                              |
| Капитан Зора           | Ралица Стоянова                                              |
| Има                    | Ралица Стоянова                                              |
| Айла                   | Ралица Стоянова                                              |
| Зита                   | Ралица Стоянова (Александра Аудио) Дима Пройкова (Про Филмс) |
| Принцеса Ула           | Елена Русалиева                                              |
| Лиа                    | Златина Тасева                                               |
| Назбу                  | Анатолий Божинов                                             |
| Пазителка на русалките | Василка Сугарева                                             |
| Императрица Калиана    | Василка Сугарева                                             |
| Могъщият джин          | Здравко Димитров                                             |
| Нила                   | Радослава Неделчева                                          |
| Други гласове          | Георги-Маноел Димитров                                       |
| Други гласове          | Дайяна Димитрова                                             |
| Други гласове          | Надежда Панайотова                                           |
| Други гласове          | Сотир Мелев                                                  |

- Началната песен се изпълнява от Йоанна Драгнева.[7]